# Treillis (structure)
 (novembre 2024).
Si vous disposez d'ouvrages ou d'articles de référence ou si vous connaissez des sites web de qualité traitant du thème abordé ici, merci de compléter l'article en donnant les références utiles à sa vérifiabilité et en les liant à la section « Notes et références ».
Pour les articles homonymes, voir Treillis.
En mécanique technique, un treillis, ou système triangulé, système réticulé et système en treillis, est un assemblage de barres verticales, horizontales et diagonales formant des triangles, souvent un ouvrage porteur plat ou spatial, conçu de sorte que chaque barre subisse un effort acceptable, et que la déformation de l'ensemble soit modérée.
Cette structure est devenue courante en construction à partir de la révolution industrielle, pour des ponts, fuselages d'avion, etc.  En effet, un tel assemblage allie résistance, rigidité et légèreté, et permet d'utiliser des éléments normalisés (profilés et laminés marchands) ; par ailleurs, le treillis se prête naturellement à la préfabrication.
Lorsqu'un treillis est soumis à un effort, certaines parties de l'assemblage sont mises en compression et d'autres parties en tension. Par exemple, dans le cas d'un pont en treillis, les poutres supérieures sont comprimées, les poutres inférieures sont tendues, et les pièces en diagonale évitent le vrillage des poutres principales.
Les connexions des barres les unes aux autres sont appelées nœuds. Le système réticulé est connecté à l’environnement au travers de nœuds spéciaux, les appuis. Ce qui n'est pas structures à barres est appelé structures de surface ; ils constituent tous deux les ouvrages porteurs.
Si le treillis dans son ensemble a une forme allongée, les côtés longs assimilables à des « ailes » sont appelés « corde » et les barres de limitation sont appelés membrures.
Les axes des barres concourent en nœuds ; ce sont les points d'assemblage des barres. D'un point de vue mécanique, les nœuds sont modélisés par des articulations parfaites. Initialement, pour simplifier les calculs, les charges n'étaient appliquées qu'aux seuls nœuds ; l'utilisation de la méthode des éléments finis permet de s'affranchir de cette simplification.

## Modélisation

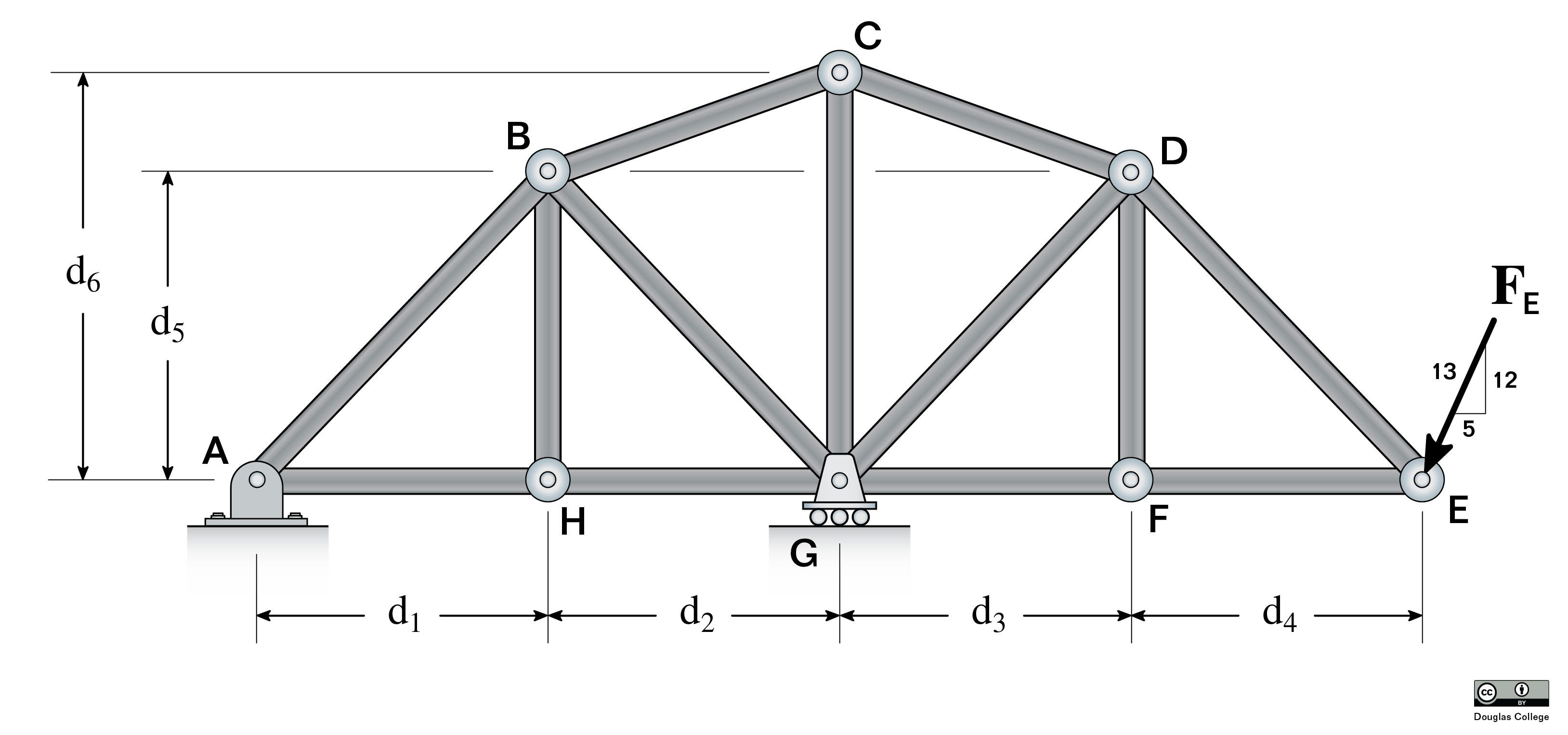

Les structures en treillis sont des ossatures modélisées par un graphe, c'est-à-dire un ensemble de sommets reliés par des arêtes, à ceci près que les arêtes sont droites. Ces arêtes représentent les barres ou poutres formant le treillis.
La modélisation repose sur l'hypothèse que les poutres ou profilés de l'ossature sont composées d'un matériau homogène, qui, de plus, se déforme élastiquement.

### Nœud

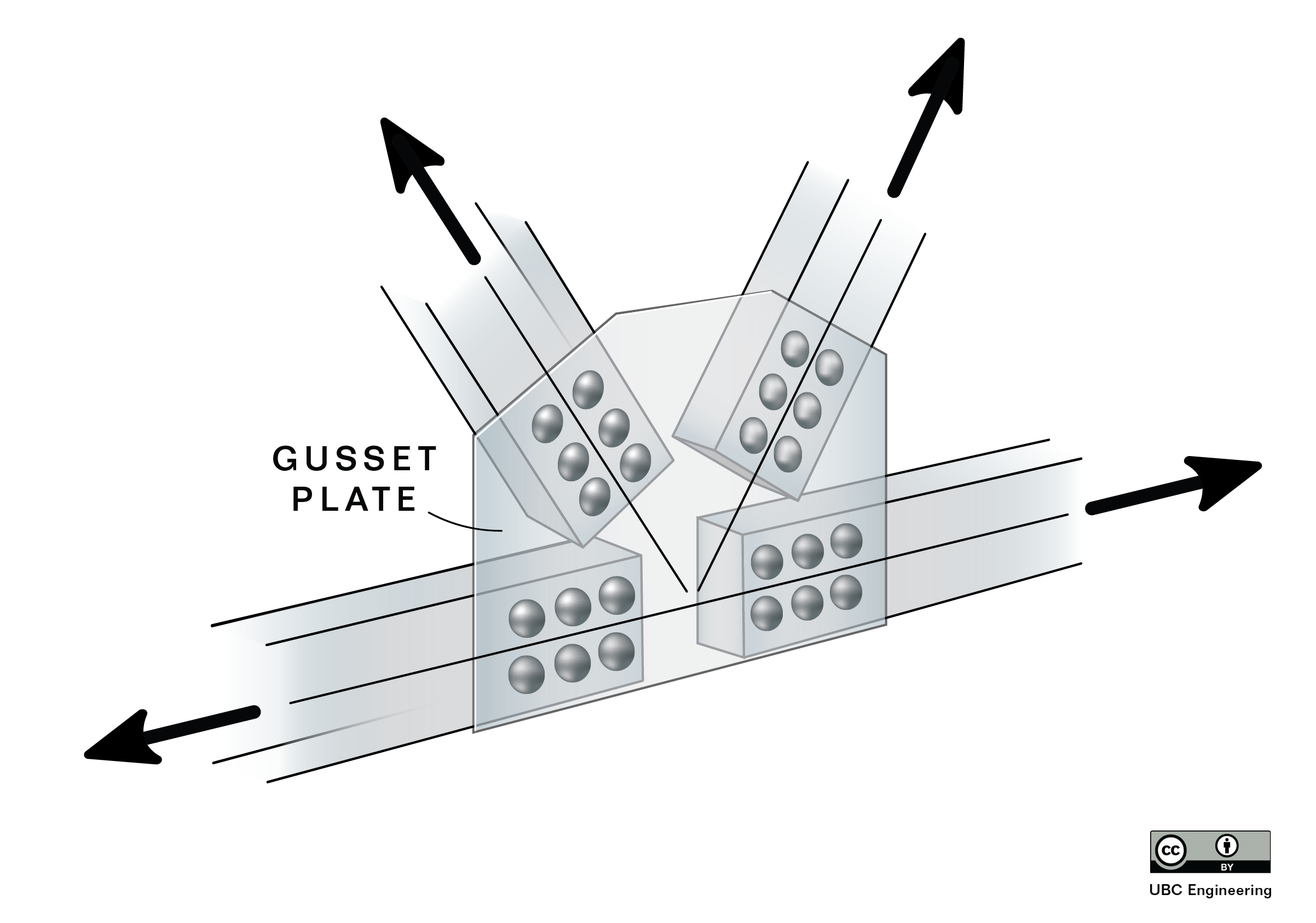
Malgré la raideur propre de la plaque faisant gousset, cet élément assure une diffusion d'effort suffisante pour rendre efficace l'hypothèse d'articulation parfaite entre les différentes poutres.

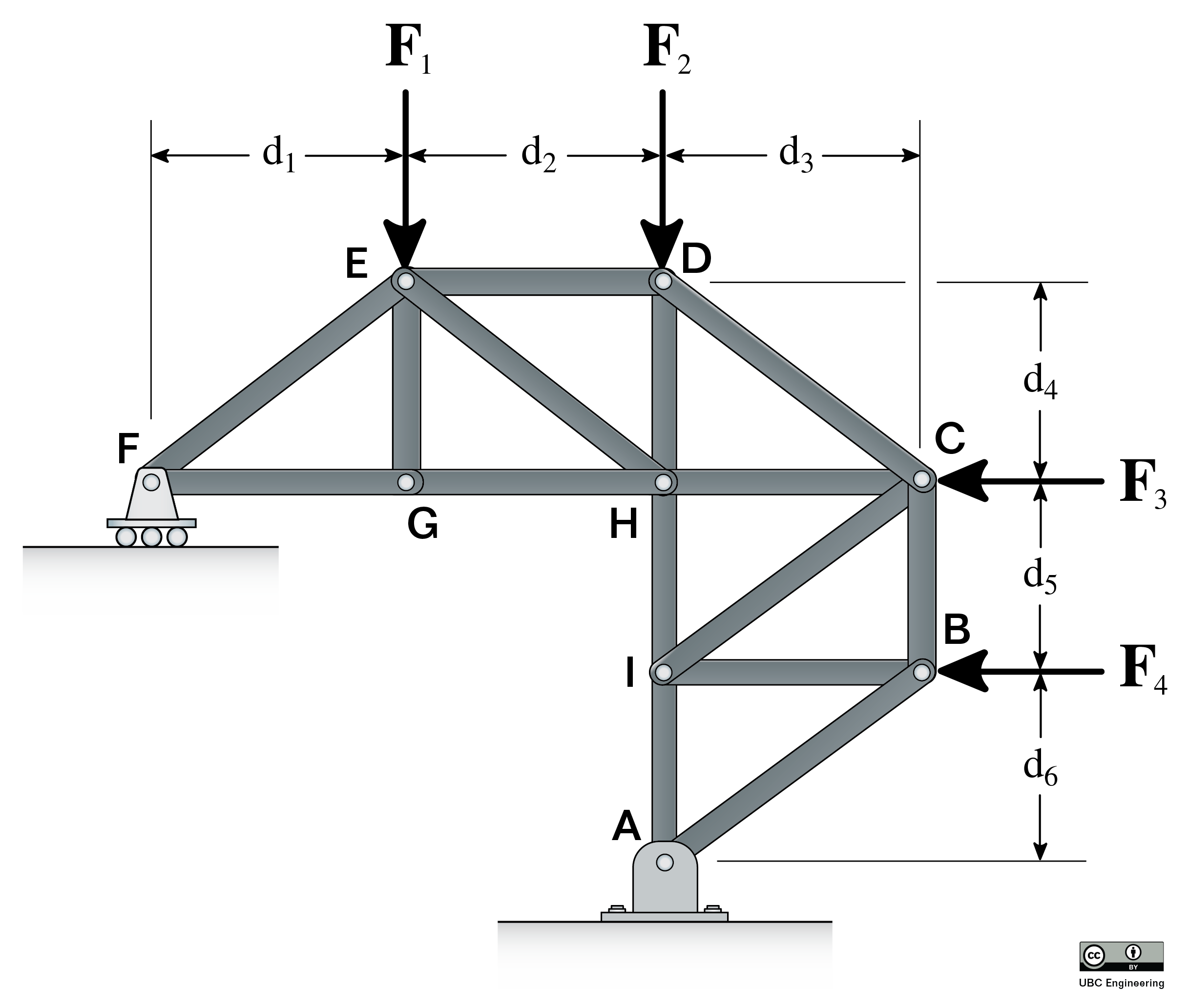
Sur ce diagramme, l'artiste a pris grand soin d'indiquer de façon imagée la nature des liaisons.

Les composantes de force sont transmises de barre en barre via les nœuds de jonction. Ces nœuds ou sommets représentent la liaison entre deux ou plusieurs poutres. Dans les systèmes réticulés, il s'agit d'une liaison pivot ou articulation. Une conséquence de ce mode d'assemblage est que les poutres ne se transmettent l'une à l'autre que des tensions ou des compressions.
Si la connexion entre deux poutres est plus rigide : encastrement ou semi-encastrement, les poutres se transmettent entre elles, non seulement de la traction-compression, mais aussi des efforts de flexion (effort tranchant et moment). Un symbolisme particulier (voir les types d'appui) doit préciser ce cas sur le schéma ou graphe.

### Barres
Les arêtes sont appelées éléments de barre ou bielles. Comme les pièces d'un système réticulé sont uniquement soumises à une compression ou à une tension (effort normal), on les modélise comme des ressorts (bien qu'ils soient représentés par des traits droits) : l'allongement de ces barres est proportionnel à la force axiale qu'elles transmettent d'une extrémité à l'autre. La raideur de ces ressorts dépend d'une part de la section de la poutre (ou barre), d'autre part du matériau (supposé homogène) dont elle est constituée.

### Appuis
Aux appuis de l'ossature, les composantes du torseur de force (forces et couples) sont transférées du système réticulé vers un socle. Selon la nature de la liaison entre les points d'appui et le socle (encastrement, pivot, pivot glissant, etc.), le socle développe des forces de réaction. Les composantes indépendantes de ces forces de réaction sont appelées degrés de liberté du système (treillis+socle). Si la liaison est insuffisante, la position du treillis n'est définie qu'à un déplacement près, et le système constitue un mécanisme ; si le système est 2D et que la structure possède 3 degrés de liberté exactement, elle est isostatique, et les réactions peuvent être déterminées sans faire intervenir d'hypothèse sur la raideur relative des différentes barres ; si, en revanche, l'ossature est appuyée sur tant de points que le nombre de degrés de liberté excède 3, le système est dit hyperstatique, et le calcul des forces de réaction doit faire intervenir des conditions de continuité interne, qui traduisent que le treillis se déforme sans se disloquer.

### Degré d'hyperstaticité
Le degré d'hyperstaticité d'un système est donné par la différence {\displaystyle n} entre le nombre de degré de libertés (c'est-à-dire le nombre de réactions aux appuis) et le nombre d'équations de la statique (3 pour une structure bidimensionnelle, 6 pour une structure tridimensionnelle) :
{\displaystyle n>0}  structure hyperstatique, ou statiquement surdéterminée,
{\displaystyle n=0}  structure isostatique,
{\displaystyle n<0}  mécanisme : un système réticulé dont les appuis sont trop peu nombreux est mobile sur ses fondations, ou déformable en dehors de tout chargement, c’est-à-dire instable.
Les systèmes réticulés hyperstatiques sont plus stables que les systèmes isostatiques, mais la dilatation thermique et le tassement des fondations peuvent provoquer des contraintes et des déformations internes. Les tolérances de fabrication dans les longueurs de barre peuvent rendre l'assemblage plus difficile et également provoquer des efforts parasites d'auto-contrainte.

### Types de treillis

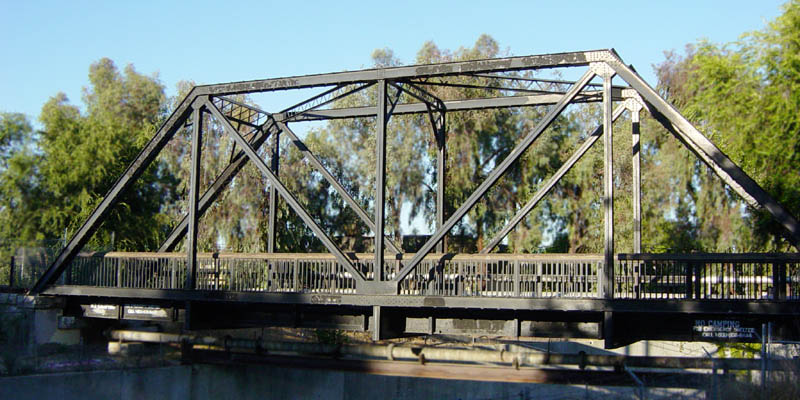
Pont en treillis.

Dans un treillis idéal, les barres sont articulées entre elles, et, ainsi qu'on l'a dit plus haut, elles ne transmettent que des forces axiales (traction ou compression).
Dans les treillis réels, les assemblages ne sont pas des articulations parfaites : des forces de flexion se transmettent également, créant des efforts parasites.

## Calculs de résistance et de stabilité
Les calculs de treillis ou structures sont une application de la mécanique statique. Pour mener les calculs, on considère les hypothèses suivantes :
- le poids des barres est négligé[1] ;
- les liaisons sont toutes des rotules (ou des pivots dans le cas d'un treillis plan), les barres peuvent librement tourner les unes par rapport aux autres ; en effet, même si les poutres sont fixes entre elles, si l'on applique un effort transversal à une extrémité d'une barre, le moment de la force à l'autre extrémité et la concentration de contrainte à l'angle feront que l'articulation bougera, ce qui mènera à la rupture ;
- les charges extérieures sont appliquées aux nœuds.

Ces hypothèses sont indispensables pour les calculs à la main, et suffisent d'ailleurs pour la vérification au flambement. L'utilisation de logiciels permet de s'affranchir de ces hypothèses, notamment en prenant en compte la flexion des barres. La résistance de chacune des barres est conditionnée par une limite dans l'intensité de traction et de compression.

### Calculs de stabilité
La stabilité consiste à déterminer l'isostatisme : chaque poutre pouvant tourner, il faut « suffisamment de barres » pour qu'elles se bloquent entre elles. Si l'on a juste le nombre suffisant de barres, on est dans un cas isostatique : c'est le cas le plus économique et le plus léger, puisque l'on a le minimum de barres et de liaisons à réaliser, mais si une seule poutre cède, l'ensemble n'est plus stable. Les structures sont donc fréquemment hyperstatiques. Cependant, les calculs dans le cas hyperstatique sont plus compliqués, puisque les équations de la statique ne suffisent plus.
Lors de calculs manuels, il est souvent possible de transformer un treillis hyperstatique en un cas isostatique, en négligeant les barres comprimées (en admettant qu'elles flambent) sous un cas de charge donné.
Dans les exemples qui suivent, nous ne considérerons que des problèmes isostatiques.
Le calcul de stabilité revient donc à vérifier que le degré d'hyperstaticité est positif ou nul. Pour simplifier, on se place dans le cas d'un problème plan :
- on a une structure statique, elle n'a donc aucune mobilité : m = 0 ;
- on a p poutres (barres) ; on peut écrire le principe fondamental de la statique (PFS) pour chaque poutre, on a donc 3×p équations (équilibre des forces selon x, équilibre des forces selon y, équilibre des moments) ;
- on a un certain nombre de liaisons, et chaque liaison a ns inconnues (efforts transimssibles), le nombre total d'inconnues est Ns = ∑ns.

Le degré d'hyperstatisme est défini par
H = Ns - 3×p.
La structure est stable si H ≥ 0 :
- elle est isostatique si H = 0 ;
- elle est hyperstatique si H > 0 ;
- elle est instable si H < 0.

Dans un problème plan, une articulation a ns = 2 inconnues statiques : elle peut transmettre une force de direction arbitraire (inconnue selon x et selon y) mais ne peut pas transmettre de moment. Un nœud entre deux barres a donc 2 inconnues statiques ; mais en dehors des angles extérieurs, un nœud lie trois barres ou plus.
Si un nœud lie trois barres, nous sommes en présence de deux articulations indépendantes ; d'un point de vue cinématique, on peut considérer que l'on a une barre de référence (le « bâti »), et les autres barres sont reliées à cette barre-là, de manière indépendante. On a donc 4 inconnues statiques. De manière générale, si un nœud lie q barres, on a 2(q - 1) inconnues statiques.
Par ailleurs, la liaison avec le sol ou les parois peut être de deux natures : articulation ou appui simple. Une articulation rajoute deux inconnues, et un appui simple une seule inconnue (la direction de la force est connue, perpendiculaire à l'appui).
Dans le cas où le treillis a deux liaisons avec l'environnement (sol, paroi), on peut encore simplifier l'approche : soit b le nombre de poutres et n le nombre de nœuds,
- si la structure est sur deux appuis simples (ou une articulation et un appui simple), elle est stable si
b = 2n - 3 ;
- si la structure est sur deux articulations, elle est stable si
b = 2n - 4.

Exemple

Ferme Polonceau

Prenons le cas d'une ferme Polonceau sur deux appuis, une articulation à gauche et un appui simple à droite. Nous avons onze barres et sept nœuds.
Avec la méthode générale, nous avons :
- p = 11, donc 3×11 = 33 équations de la statique ;
- pour les différents nœuds :
  - nœuds n2, n3 et n6 : liaisons entre quatre barres, donc 2×3 = 6 inconnues statiques par nœud, soit un total de 3×6 = 18 inconnues,
  - nœuds n5 et n7 : liaisons entre trois barres, donc 4 inconnues par nœud, soit 8 inconnues au total,
  - nœud n1 : lien entre deux barres et articulation avec le sol, soit 2 + 2 = 4 inconnues,
  - nœud n4 : lien entre deux barres et appui simple avec le sol, soit 2 + 1 = 3 inconnues.

Le degré d'hyperstaticité vaut
H = (18 + 8 + 4 + 3) - 33 = 0
le treillis est donc isostatique.
Avec la méthode simplifiée, nous avons :
- b = 11 ;
- n = 7 ;

donc
2n - 3 = 2×7 - 3 = 11 = b
la condition d'isostaticité est donc vérifiée.

### Calculs des forces dans les barres du treillis
La première chose est de connaître les réactions des appuis au chargement appliqué à l'ensemble du treillis : intensité de la force et sens (traction ou compression). Pour cela, on isole les nœuds d'appui un par un, et l'on écrit le principe fondamental de la statique. Une conséquence de ce principe est que la première loi de Kirchhoff s'applique aux résultantes s'appliquant sur chaque nœud.
La résolution peut ainsi se poursuivre d'un nœud au suivant par la même technique : c'est une méthode exacte, mais longue et fastidieuse pour les grandes structures. On peut déterminer les efforts dans trois poutres simultanément en utilisant la méthode de Ritter, ou méthode des sections, qui utilise le principe de la coupure.
Pour les grandes structures, avant le développement des logiciels de calcul, on utilisait des méthodes graphiques :
- méthode de Ritter associée à la méthode de Culmann[4] ;
- épure de Cremona[5].

### Dimensionnement de la structure
Les charges déterminées par la statique permettent de choisir les poutres : profil (qui détermine le moment quadratique) et matériau (qui détermine le module de Young). Les différents éléments doivent vérifier :
- les conditions de résistance des matériaux (stabilité de résistance), ce que l'on appelle « vérification de l'état limite ultime » (ELU) ;
- les conditions de déformation et de déplacement (stabilité de forme), ce que l'on appelle « vérification de l'état limite en service » (ELS).

## Glossaire multilingue
| Français                                                    | anglais                      | allemand                                                        |
| ----------------------------------------------------------- | ---------------------------- | --------------------------------------------------------------- |
| Système réticulé, treillis                                  | reticulated system           | Stabwerk, Stabtragwerk                                          |
| barres                                                      | bar                          | Stab                                                            |
| nervure                                                     | rib                          | Ripp                                                            |
| nœuds                                                       | knuckles                     | Knoten                                                          |
| Articulation                                                | Joint                        | Gelenk                                                          |
| appuis                                                      | Structural support           | Lager                                                           |
| encastrement                                                | clamp                        | Ecksteifigkeit                                                  |
| Nœud rigide (de)                                            |                              | Biegesteife Ecke, fester Verbindung, festem Anschluss, ecksteif |
| Effort normal                                               | Normal force                 | Längskraft, Normalkraft                                         |
| Effort tranchant                                            | Shear force                  | Querkraft                                                       |
| Moment fléchissant                                          | Bending moment               | Biegemoment                                                     |
| Couple, moment de torsion moment de rotation                |                              | Drehmoment                                                      |
| Treillis                                                    | Truss                        | Fachwerk                                                        |
| Portique                                                    | Rigid frame                  | Rahmen                                                          |
| treillis idéal                                              |                              | idealen Fachwerken, realen Fachwerken                           |
| critère d'isostaticité                                      |                              | Abzählkriterium                                                 |
| Système réticulé en état de tenségrité , réseau autotendant | Tensile-Integrity Structures |                                                                 |